# Незвисько (гміна)
Ґміна Незвіска — адміністративна субодиниця Городенківського повіту Станіславського воєводства. Утворена 1 серпня 1934 року згідно з розпорядженням Міністерства внутрішніх справ РП від 21 липня 1934 за підписом міністра Мар'яна Зиндрама-Косьцялковського під час адміністративної реформи. Село стало центром сільської ґміни Незвіска. Ґміна утворена з попередніх самоврядних сільських гмін Гарасимув, Ісакув, Лука, Незвіска, Пьотрув, Подвербце, Раковєц, Семенувка, Сєкєрчин, Уніж, Живачув
У 1934 р. територія ґміни становила 166,31 км². Населення ґміни станом на 1931 рік становило 15 299 осіб. Налічувалось 3 167 житлових будинків.
Ґміна ліквідована в 1940 р. у зв’язку з утворенням району.